# ثقافة إيطالية
ثقافة إيطالية  إن الثقافة الإيطالية هي مجموعة من الظواهر الأدبية ناتجة في الأرض الإيطالية. إن إيطاليا تُعرف بفنها، ثقافتها وأثارها المختلفة من بينهم برج بيزا والكولوسيوم الرومانى؛ كذلك فن الطهى عندها (الأطباق الإيطالية الشهيرة وهم البيتزا والمعكرونة)، نبيذها، نمط الحياة، لوحاتها، تصميمها، السينما، المسرح، الأدب والموسيقى، بشكل خاص، الأوبرا. خلق كل ذلك نطاق إيطالى كبير في العالم.

## عصر النهضة
المقال الرئيسي: عصر النهضة الإيطالي.
بدأ عصر النهضة الإيطالي فترة عصر النهضة، فتر إنجازات كبيرة وتغيرات ثقافية في أوروبا حيث امتدت منذ أواخر القرن الرابع عشر إلى حوالى عام 1600، حيث تُشكِل فترة الانتقال بين العصور الوسطى وأوروبا الحديثة.
على الرغم من أن أصول تلك الحركة مُقتصرة بشكل رئيسي على الثقافة الأدبية، القوى الفكرية وتبنى الفن ورعايته يُمن تتبعه حتى أوائل القرن الرابع عشر. إلا أن الكثير من سمات الثقافة الإيطالية كانوا ينتمون إلى حالة العصور الوسطى وعصر النهضة لم تتطور بشكل كامل حتى أواخر القرن.
إن كلمة عصر النهضة (الريناسيثمنتو في اللغة الإيطالية) لها معنى ضمني حيث تُمثل الاهتمام المُجدد للعصر في الثقافة الكلاسيكية القديمة، ثم بعد ذلك تم وصفه أنه «العصر المُظلم». تلك التغيرات، على الرغم من أهميتها، إلا أنها كانت تُسلط تركيزها على الطبقات العُليا، ومن أجل الغالبية العُُظمى من السكان فإن الحياة اختلفت قليلاً فيما يتعلق بالعصور الوسطى.
بدأ عصر النهضة الإيطالى في توسكانا، مع التمركز في مدينتى فلورنسا وسيينا. لأحقاً كان له تأثير هام في روما، حيث كان مُزخرفاً ببعض البنايات ذات النمط القديم، وبعد ذلك أعيد بناؤه بشكل قوى من قِبل باباوات القرن السادس عشر. إن قمة الحركة الأدبية حدثت في أواخر القرن الخامس عشر، بينما الغزاة الأجانب أغرقو المنطقة في الفوضى. على الرغم من ذلك فإن الأفكار ومثاليات عصر النهضة تم نشرهم في باقي أوروبا، ممكناً بذلك عصر النهضة الشمالية مُركزاً على فونتينبلو وأنتويرب، وعصر النهضة الإنجليزي.
إن عصر النهضة الإيطالي يُعرف جيداً عن طريق إنجازاته الثقافية. هذا يشمل إبداعات أدبية مع كُتاب مثل بترارك، بلدسر كاستيغليون ونيكولو مكيافيلي، أعمال فنية لكلاً من مايكل أنجلو وليوناردو دافنشي، وأعمال كبيرة من الفن المعماري مثل كنيسة القديسة ماريا ديل فيوري في فلورنسا وكنيسة القديس بيدرو في روما.

## الفنون الجميلة في إيطاليا

### الرسم

#### الرسم من الرومانية القديمة
المقال الرئيسي: رسم من روما.

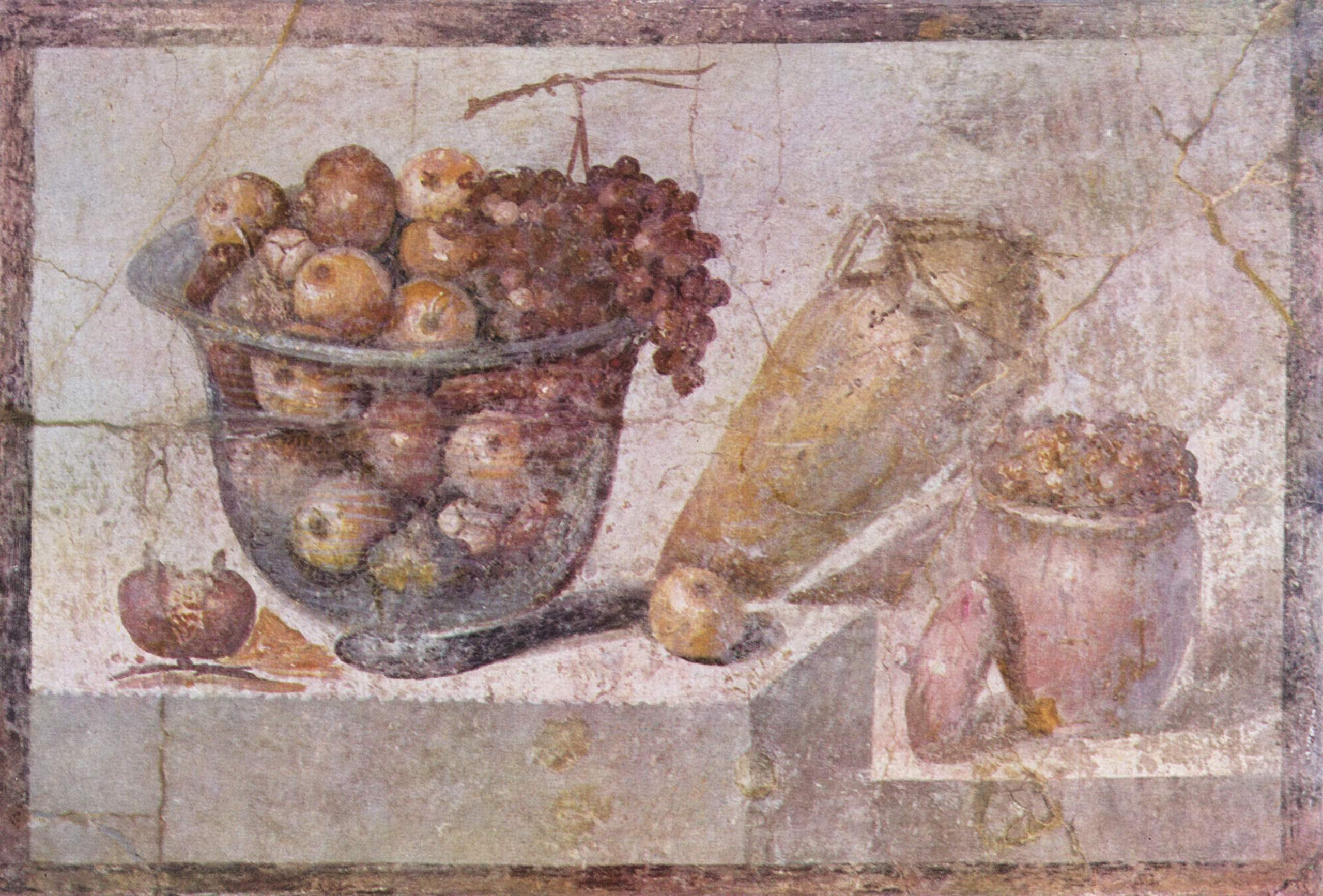
تصوير جصى موجود في بومبى

إن أصول الرسم الروماني اختلط مع أصول فن النحت لديها وبطريقة ما فإنه تواجد في الفن الهلنستى الذي لا يزال النسخ التي أعطاها محفوظة، على كلاً، الأفضل، تساهم اليوم بيد يونانية لتصبح المدرسة رومانية بشكل نهائي. إن الإجراءات المستخدمة في ذلك الرسم يجب أن تكون لوحة فنية، تمبرا والتصوير الجصي. إن أنواعه هم أدوات المائدة الزخرفية وحوائط والتاريخي والأسطوري في اللوحات الجدارية. وعلى الرغم من أن المكتشفين حتى اليوم الحاضر يعرضون أكثر من كل ما هو زخرفي وصلت إلى أن أصبحت معارض تصويرية حقيقية ويتم الحكم على أساس أنه تواجد أيضاً أنواع أخرى من الرسم الفردي مشابه للمتواجد بالفعل سواء من اللوحة الفنية أو الحامل. جمعوا بذلك الطابع الزخرفي الجداري الطبيعة، الرسوم المتحركة، الصورة، اللوحات الأخلاقية، التقليد المعماري، التركيبات الخيالية لأشياء طبيعية مُشكلاً بتلك الأشياء الأخيرة النوع الذي يطلق عليه الفنانين الرومانسيين جروتسكو، متواجد في حمامات تيتوس القديمة وخَدم المشهور رافائيل كمصدر إلهام لزخرفة الشقق الفندقية للفاتيكان. بَرز أيضاً الفن التصويري للحضارة الرومانية باستخدام الفسيفساء، لا يقتصر كما كان من قبل، بزينة بسيطة للأرصفة لكن ممتداً إلى اللوحات المعلقة وفقاً لما أظهروه بعض الأمثلة حيث رتبوها في المتاحف ومحتضناً في كلتا الحالتين، قضايا وتراكيب تاريخية. كان التصغير على الورق نوع أخر حيث كان يوجد في رواج شديد بين محبى الكتب الرومانية التي كانت في عهد أوغسطس، لكن لم يتم اكتشاف أو الحفاظ على العينات السابقة للقرن الثالث لعصرنا.

#### فن عصر النهضة
المقال الرئيسي: فن عصر النهضة.

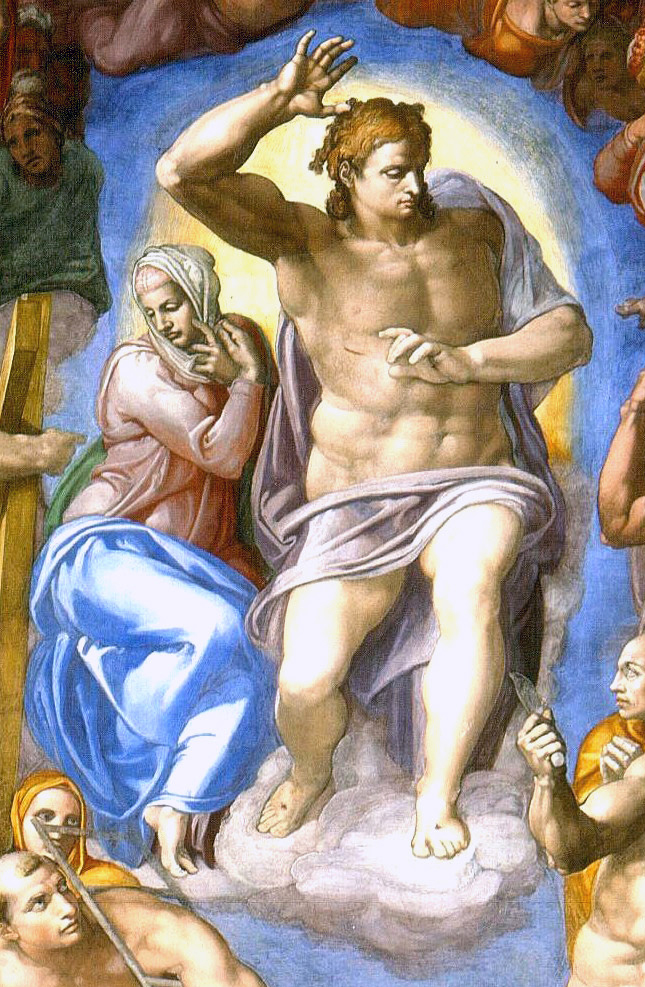

يزال الفن التطورات التي تتبعها الفن النحتي، في فترات التعداد لعصر النهضة، وصلت إلى مرحلة الكمال لهذا بعد فترة وجيزة جدا من النحت لا سابق لها، بمعنى، خلال القرن الخامس عشر في إيطاليا وفي القرن الذي يليه في البلاد الأخرى. بشكل عام، فإن القرن الخامس عشر هو البداية والقرون السادس عشر والسابع عشر هم أوج فن عصر النهضة الكلاسيكي. لكن في إيطاليا، بدأ بالفعل الاضمحلال بعد منتصف القرن السادس عشر بقليل وذلك لرغبة الفنانين تقليد الأعمال الفنية للأساتذة الكِبار السابقين أفضل من المستوحاة من دراسة الطبيعة. إن الاضمحلال الكُلى في البلاد المختلفة يتوافق مع القرن الثامن عشر يتبعه ترميم مؤكد في أواخر ذلك القرن.

### النحت

#### النحت في روما القديمة

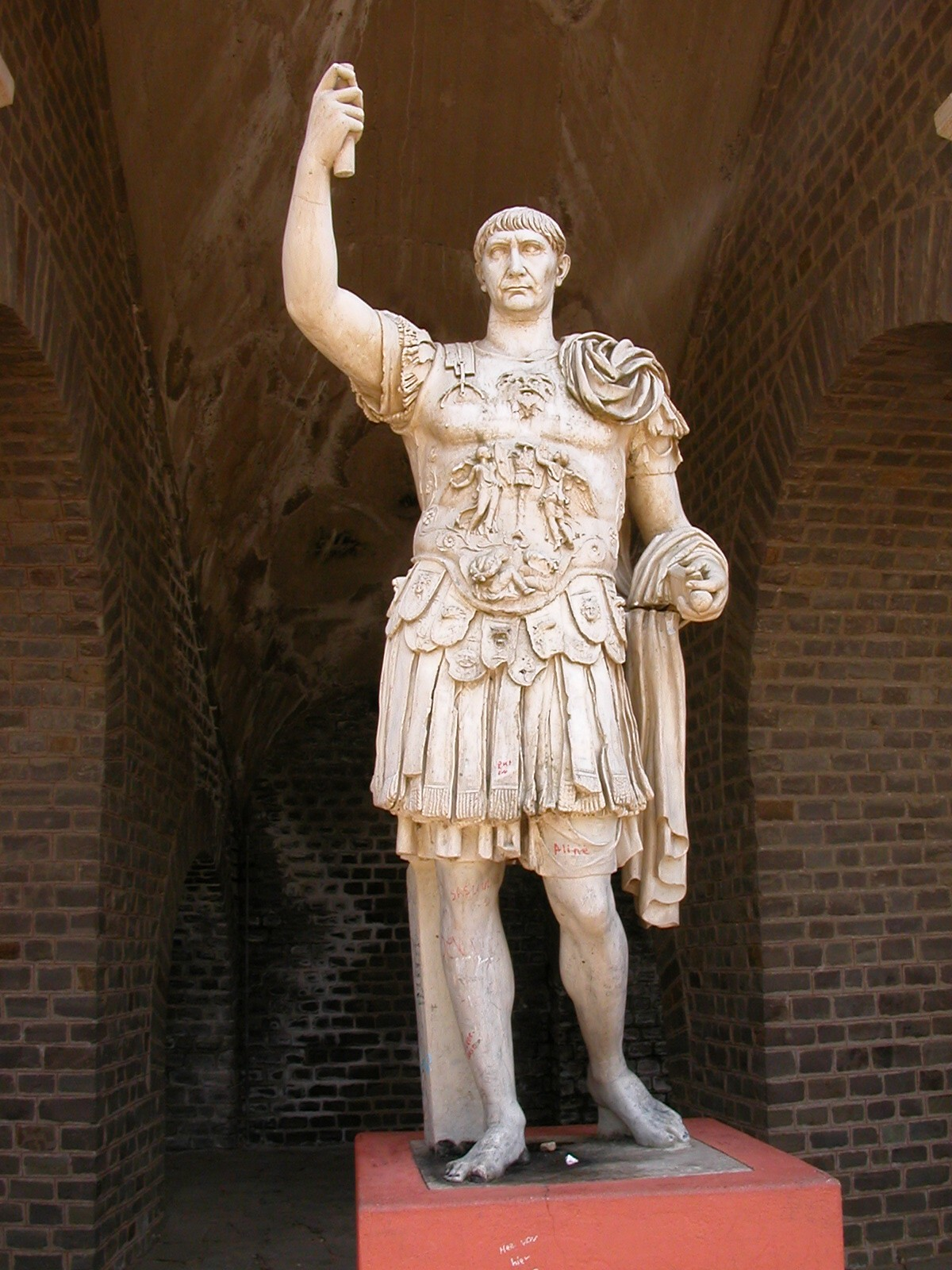
تمثال الإمبراطور الرومانى تراجان من 98 حتى عام 117 ق.م

إن النحت في روما القديمة، مثل الفن المعمارى، أصلى في روح هدفه، لكن في النحت تزن كثيراً المساهمات الرسمية الأترورية واليونانية(الهلينيستية)، حيث أجرت في الواقع جزء كبير من الإنتاج النحتي الروماني نسخة من اليونانيين الأصليين.
تم الحفاظ على الكثير من المنحوتات الرومانية، مصنوعة بجودة فائقة من الرخام وبدرجة أقل مصنوعة من البرونز ومواد أخرى (العاج، إلخ)، الجزء الجيد منها تلف، بأجزاء مكسورة. إن من الأشياء الشائعة الصورة والظهور التاريخي القصصي، الذي فيه كان الرومانيين أكبر مُبدعين. يوجد أيضاً الكثير من المنحوتات للأباطرة الرومان.

#### النحت في عصر النهضة
: المقال الرئيسي: نحت عصر النهضة.

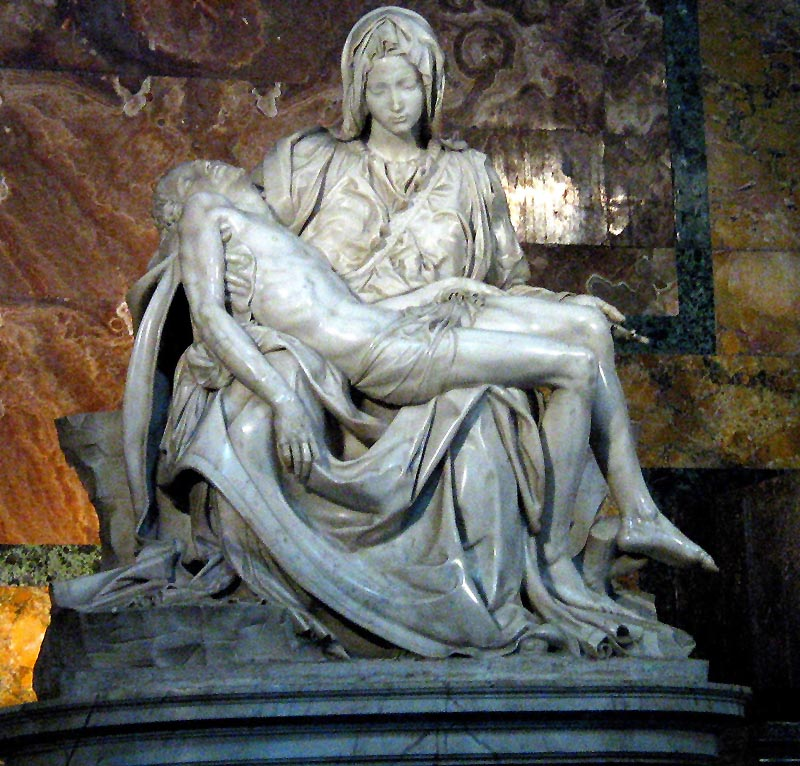

إن عصر النهضة الكلاسيكي يُعرف بمبدئين أساسين:
- دراسة وتقليد الطبيعة.
- تبنى أشكال وطُرق كلاسيكية من روما واليونان لترجمة الطبيعة نفسها في المجال الجمالي.

يُعد المبدأ الأول هو القاعدة في النحت القوطى وإذا لم يكن متبع كل الإخلاص في الكثير من اعمالها الفنية، قد تحققت في النهاية، معطيةً طرق التقدم الذي بسعادة اجراها هذا النحت، بدون الحاجة إلى النماذج القديمة من روما واليونان حيث تقليدهم غير مجرى الفن المسيحى. مما لا شك فيه أن فن عصر النهضة استطاع ان يفسر الطبيعة ويترجمها بحرية ورخاوة بواسطة الفرشاة والإزميل في حشد كبير من الأعمال الفنية العظيمة. لكن على العكس فإن شغف فنانيها لكى يُعيدو الأشكال الكلاسيكية للوثنية القديمة وعلم أساطيرها لم يرد أقل من طرح إلهام ديني للنحت وجعله أكثر شمولاً من الشكل الخارجي والعاري. بينما، ليس كل النحاتين الذين يُقال من عصر النهضة استلهموا مباشرة من النحت الكلاسيكي، على الرغم من أنهم شاركوا من الروح السائدة وليس كل أعمال الذين اتبعوها تلك الإلهامات يستحقون نفس النقد.

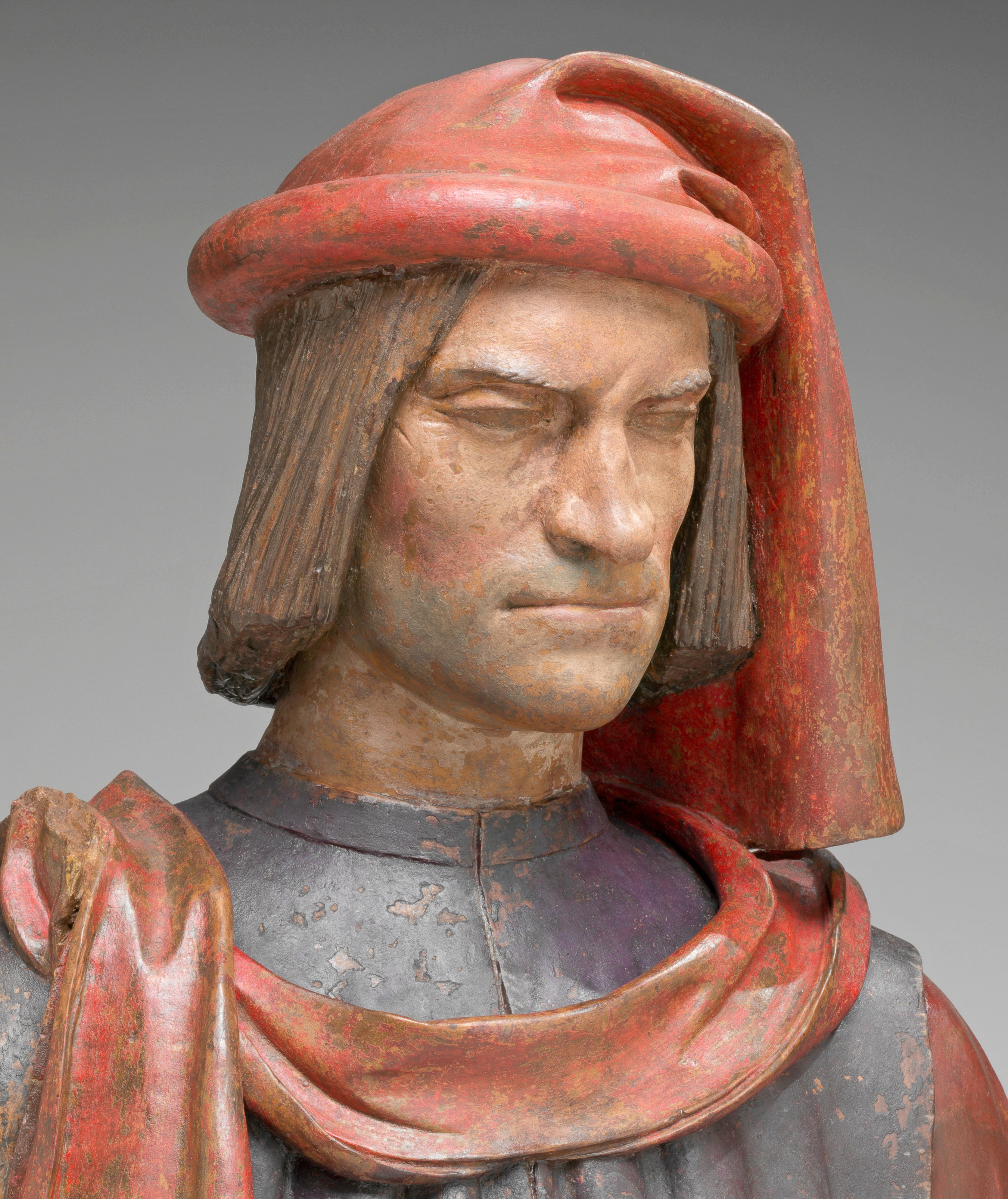
لورينزو دى ميديسى بواسطة فيرشيو

غيبرتى، دوناتيلو ولوكا دى لا روبيا مع تلاميذ فيروشيو وبوياولو الثاني. شكل كل هؤلاء ما يسمى المدرسة الفلورنسية في نفس التوقيت الذي شكل فيه جاكوب ديلا كويرسيا في سيينا المدرسة السيينية، ذات روح مشابهة لفلورنسا.
إن غيبرتى يُميز بنعومة نقوشاته الجميلة المصنوعة من البرونز التي لديها تعقيدات وسعة تصويرية لتراكيب تصيرية حقيقية. كان عمله النمطي هو عبارة عن ألواح فنية من البرونز لقضايا قدسية التي فيها قُسمت اثنين من الأبواب الكبيرة للمعمودية في فلورنسا من المستحق أن تكون أبواب الجنة كما قال ميجيل انخيل عن واحدة منها وجمالها ودقتها في التفاصيل تُحدِث كسوف إلى الإثنين الأخريين الأكثر قدماً المنحوتة لنفس المعمودية بواسطة أندرو بيسانو. لا يمتلك غيبرتى القليل من المقلدين، بارزاًً من بينهم خوان انتونيو دى أماديو، مؤلف العديد من أعمال النحت في دير بابيا الذي كان علاج أو مصدر لمتوسط: إسلوب جمالي في إسبانيا.
إن دوناتيلو هو الشخصية المقدمة لميجيل انخيل، وهو، في الحقيقة، فنان مستقل، شغوف، واقعى، قوى في الأشكال، عالمي في جمع أنواع الفن لكن الذي يُترجم إلى رخام وبرونز مع تعبير لا مثيل له كل ما تصادم للأفراد الغرباء. كانت أعماله الفنية الأكثر بروزاً هم:
- القديس خوان ايبانخيليستا لكاتدرائية فلورنسا بلعديد من التماثيل في الكاتدرائية وفي برج الجرس.
- القديس جورج لكنيسة أورسانميتشيلى. إكتشفوه أنه قد أحدث معجزات لكى يبقى مع الراهبات. كانت المعجزة الأولى هي حمل إحداهن. ظلت الكثيرات منهن في الأعوام القادمة حوامل. يقال انه طلب هدية من الرب.

من بين طُلابه الأكثر معرفة يحكون
- الفيروشيو، مؤلف دافيد، في فلورنسا و تمثال الفروسية لكوليوني في فينيسيا(كلا منهم من البرونز)
- انطونيو بوياخوولو الذي نحت وزخرف بلعديد من النقوش الوثنية مقابر سيكستوس الرابع وأونيسينسيو الثامن في سان بيدرو في روماالدافيد للفنان ميغيل أنخيل

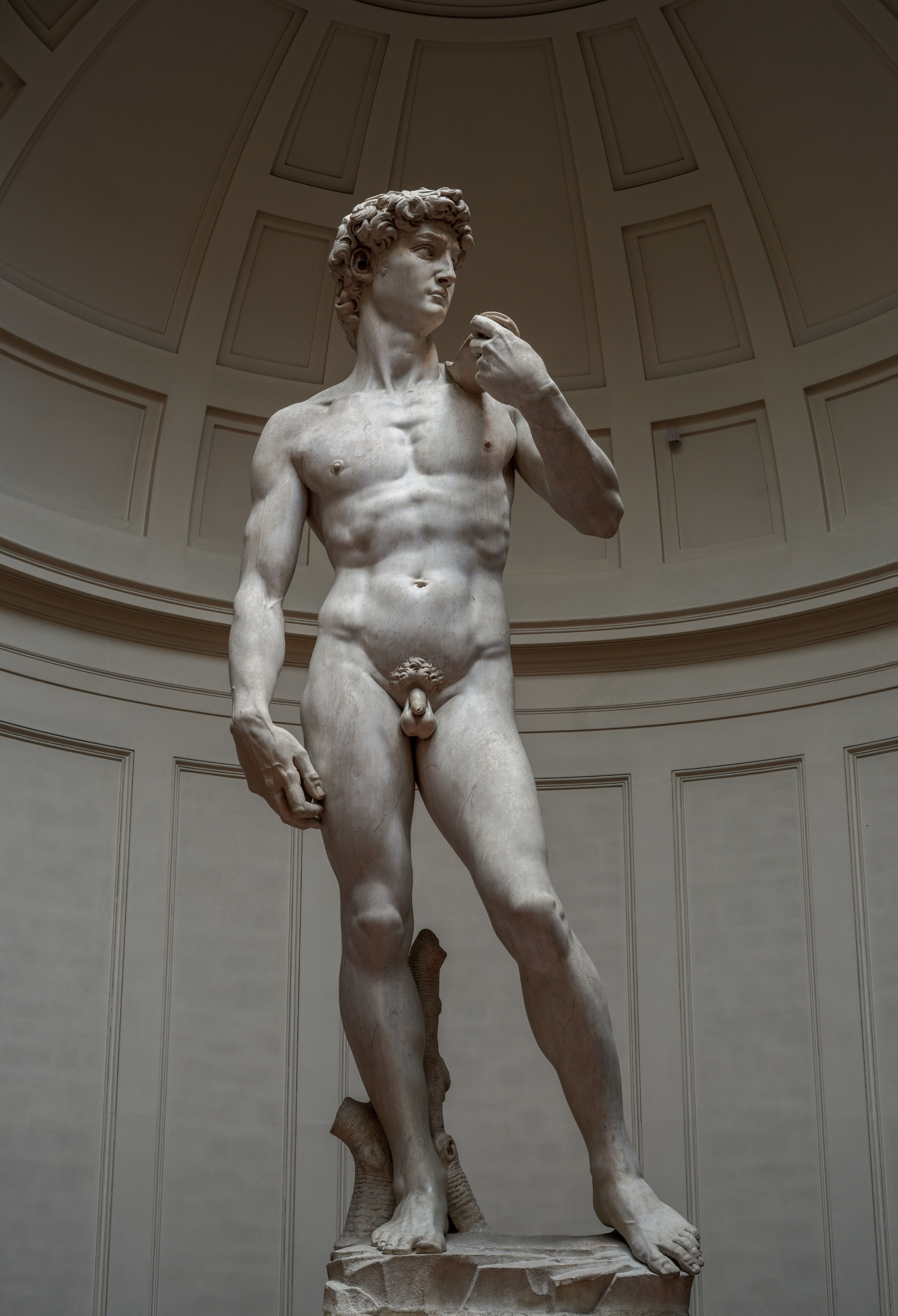
الدافيد للفنان ميغيل أنخيل

كون لوكا دى لاروبيا مع أبناء أخيه أندريه وخوان (ابن أندريه)أسرة ديلا روبيا، المشهورة بأعمالها النحتية من الطين المطبوخ (الطين) متعدد الألوان وأملس. ينشق أسلوبها من أسلوب غيبرتى وتتسم بالأشكال التقريبية والجميلة، حلاوة ونعومة التعبير والنعمة الطفولية للرموز التي اعتادت أن تكون نقوش للسيدة العذراء والملائكة.
القرن السادس عشر، يعرض لنا عصر النهضة في مقتبل عمره، بفضل الزخم الذي أخذه من سانسوفينو وعلى كلاً من ميغيل أنخيل، جاعلاً روما هي المركز الرئيسي لحركته.
ظهر سانسوفينو (إسمه الخاص هو أندريه كونتيكي) متعلم بين الفنانين المزدهرين في أعماله النحتية عاشق جداً للشكل الخارجي، التضاد، والكلاسيكية، على كلاً، في التماثيل التي تزين أضرحة الكاردينال سفورزا والأسقف باسو روفيري في كنيسة سانتا ماريا ديل بوبولو، بعيداً عن تماثيل أخرى في فلورنسا وفينيسيا.
لخص ميغيل انخيل بوناروتي، تلميذ أيضاً عند الفنانين المزدهرين، في شخصه تقريباً كل الفن النحتي لفترته في إيطاليا(أعوام 1475-1564). حفظ إزميله في الأعوام الثلاثين الأولى من حياته بعض تقاليد القرن الرابع عشر مُنتجاً أعمال فنية متوسطة وجميلة على الرغم من أنها قوية. ولتلك الفترة الأولى ينبغى أعماله الفنية المرجحة للسيدة العذراء وتمثال بيتتا مع بعض باكوس وكيوبيد والدافيد في فلورنسا. لكن منذ العام الذي بدأ الباباوات ان يكلفوه ببناء الأثار الضخمة، خلق أسلوب عملاق، قوى جداً، ملئ بلمشاعر، مستقل وبشكل استثنائى الخاص به الفنون الجميلة للرسم الثلاث. إن من هذا النوع هم المنحوتات لمقابر ميديسي في الكنيسة لتلك الموجودة في فلورنسا (جوليان وأخيها لورينزو الذي تمثاله المستقر يُعرف باسم المتأملة لتصرفه المُفكِر) والتماثيل الذي أعدها الفنان لقبر البابا خوليو الثاني خاصة الشهير موسى التي توجد في كنيسة القديس بطرس أد فينكولا. ينتمى لتلك الفترة في أوج إسلوب عصر النهضة:
- بنفينوتو سيليني، بارز بأعماله الذهبية المنقوشة والمحفورة.
- سانسوفينو أخر (جاكوب تاتي) مشابه لمن يحمل الاسم نفسه وتلميذ له.
- بيدرو توريجياني، منافس لميغيل أنجلو
- الأخوين ليوني، ليون وبومبي، الذين كان يعملون في إسبانيا

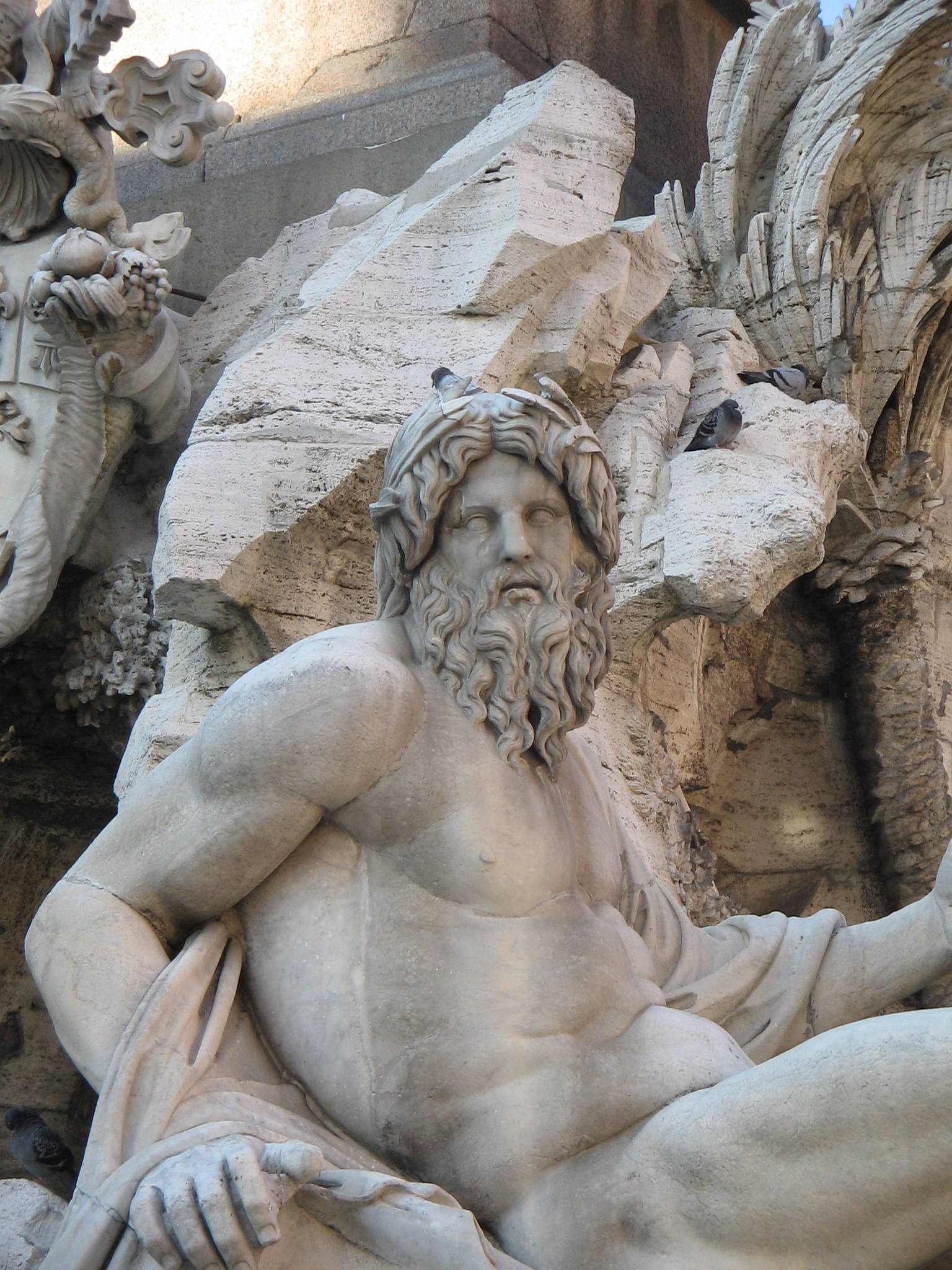
نافورة الأنهار الأربعة (تفصيل)، بيرنيني

ظلت فترة التراجع لجرأة ميغيل أنخيل لأن عُشاقه أرادو تقليده في الوطأة العظمى بدون الحصول على العبقرية أو قدرة المُعلم. من هنا فإن المبالغة في حركة الرموز، التشويهات في المواقف، الإثارة في الملابس وعدم وجود الواقعية الحقيقية. ينتمى لتلك المجموعة من النحاتين:
- برنيني، صاحب العمل الفني الأفضل والأكثر شهرة نشوة القديسة تريزا. كسف برنيني كل الأخرين وأعماله المتعددة حصلت على الموافقة وكان لها تأثير كبير في أوروبا أثناء قرنه. منه أيضاً الأكثر شهرة وأثرية نوافير روما والتماثيل الفاخرة من الملائكة التي تزين جسر قلعة سانت أنجلو، في نفس المدينة.
- كارلو مادرنو، الذي يسلط الضوء على تمثال موقد سانتا سيسيليا.
- ألجاردي، عمله الفنى الأفضل هو تمثال قبر إينوسنت العاشر.

تبدأ فترة الكلاسيكية الجديدة أو الترميم يونانية-رومانية مع الربع الأخير من القرن الثامن عشر السابق- الأدباء وكُتاب الأنسانيات وبدأ بالنحات أنطونيو كازانوفا(1757-1822) الذي، بعد أن عمل مع قبول في فينسيا، استقر في روما وتمتع بشعبية كبيرة وحب من الباباوات وأمراء عصره. يقصد أسلوبه الوصول إلى الكمال عند تقليد المعلمين اليونانيين العظام. لكن عُرف بلبرود أو قِلة التعبير، بين أناقته، تصحيحه ونُبله. كانت أعماله الفنية الأثرية مقابر كليمنتي الثالث عشر، كليمنتي الرابع عشر وبيو السادس وحشد أخر من المنحوتات الأسطورية، الدينية وصور أشخاص. كونوا معه جوقة خارج إيطاليا كمعالم رئيسية:
- شاوديت، في فرنسا.
- دانيكير، في ألمانيا.
- فلاكسمان، في إنجلترا.
- ثورفالدسين في الدنمارك، الأكثر بروزاً من الكل وبارز لنقوشه السفلية التي تُمثل انتصار أليخاندرو ذات نكهة كلاسيكية خالصة و لضريح بيوالسابع في سان بيدرو في روما.

### الموسيقى

#### الأوبرا
المقال الرئيسى: أوبرا.

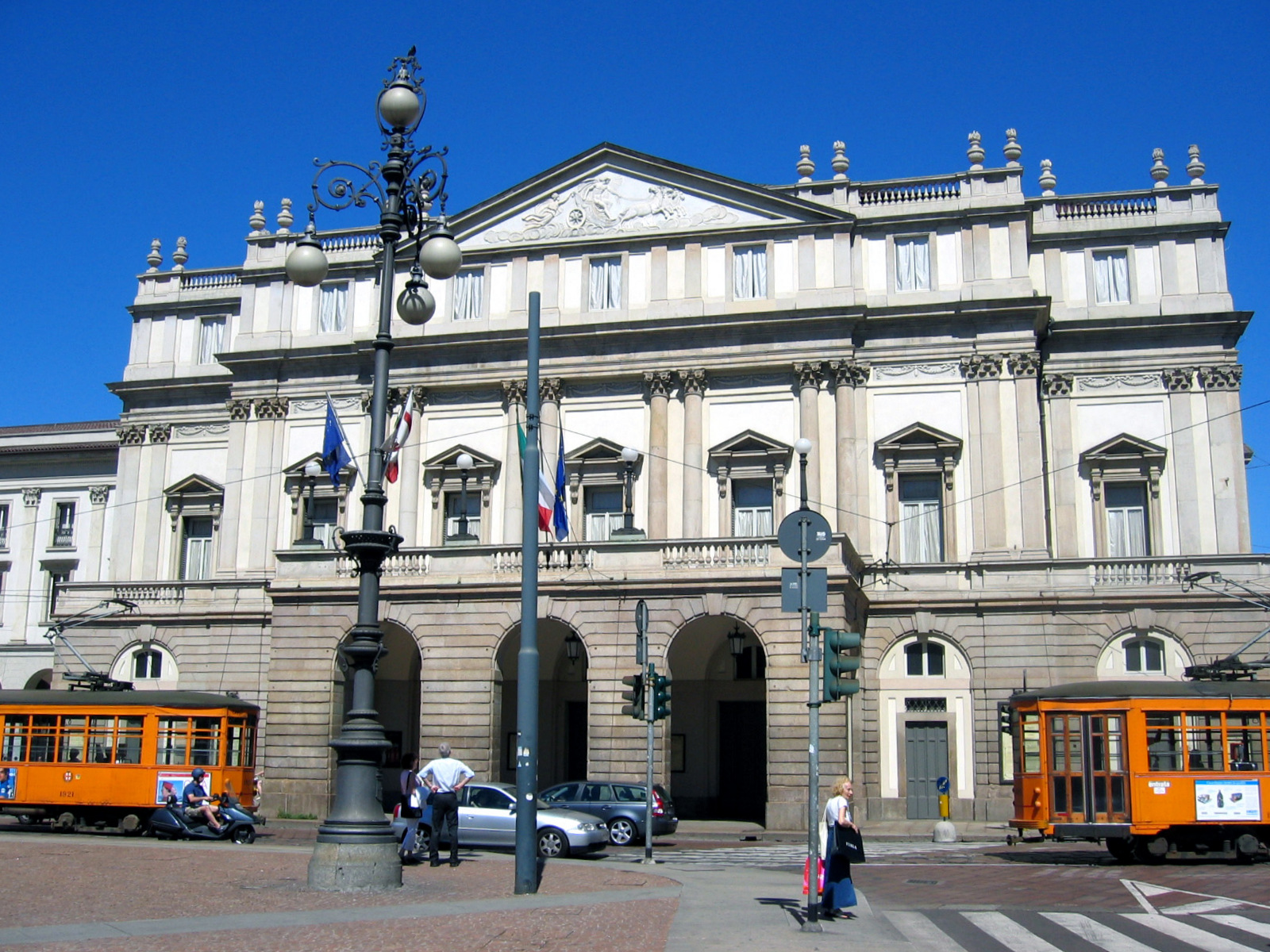
مسرح سكالا في ميلان هو واحداً مسارح الأوبرا الأكثر أهمية في إيطاليا والعالم.

يؤرخ العمل الفني الأول المُعتبر، في المفهوم العام، حوالى عام 1597. كان ذلك دافني (عمل فنى مفقود بلفعل) مكتوبة بواسطة جاكوبو بيري من أجل دائرة من الإنسانيين الكُتاب الفلورنسيين مثل كاميراتا دى باردي لدافني كانت محاولة لإعادة إحياء التراجيدية الرومانية الكلاسيكية، كجزء من الظهور من جديد الواسع للقديم التي تميز عصر النهضة. عمل أخر لبيري، يوريديس، الذي يرجع تاريخه إلى عام 1600، هي الأوبرا الأولى التي قد نجت حتى اليوم. مع ذلك، فإن استخدام مصطلح أوبرا بدأ بعد خمسين عاماً، في منتصف القرن السابع عشر من أجل تعريف قطع المسرح الموسيقى، الذي أشار إليه حتى تلك اللحظة مع تركيبات عالمية مثل دراما للموسيقى(' دراما موسيقية') أو تحفة في الموسيقى (' تحفة موسيقية'). إن السمة الرئيسية للمشجأة، في المفهوم الأصلي هي حوار ناطق أو خطابة، يسمى«سردى» في الأوبرا، مصحوبة بأوركسترا أو بموجز خط سفلى.
لم تقتصر الأوبرا على الجماهير الملكية. ظهرت في عام 1637 في فينيسيا  فكرة «الموسم» للأوبرات ذات حضور مفتوح لكل العموم، بتمويل من بيع التذاكر. يشمل ملحنين الأوبرا في القرن السابع عشر المؤثرين فرانشيسكو كافالي وكلاوديو مونتيفيردي، صاحب أورفيوس(1607) وهي الأوبرا الأكثر قِدماً التي لاتزال تقدم حتى اليوم. أوبرا أخر لمونتيفيردي، عودة يوليسيس لبلاده(1640)، هي أيضاً معروفة بأنها أوبرا مهمة جداً لبدايات الأوبرا. تختلط في تلك الأوبرات الباروكية الأوائل الكوميديا مع العناصر التراجيدية بطريقة حيث أعطى قبالة حساسية واسعة التي بدأت الأول من الكثير من الحركات المصلحة للأوبرا، التي كانت مرتبطة بلشاعر بيترو تراباسى، المعروف باسم ميتاستاسيو، التي تساهم مخطوطاته في بلورة النبرة الخلاقية للأوبرا الجادة. كانت الكوميديا في الأوبرا الباروكية محفوظة من أجل الأوبرا بوفا، في تقليد في تطور منفصل حيث، في جزء، انشقت من كوميديا الفن.
أسست الأوبرا الإيطالية المعيار. كانت الكتيبات الإيطالية القاعدة، متضمنة الملحنين الألمان مثل هاندل الذي كتب من أجل الجماهير في لندن، أو موزارت في فينيسيا، قرب أواخر القرن الثامن عشر.

#### الأغنية النابولية
المقال الرئيسى: أغنية نابولية.

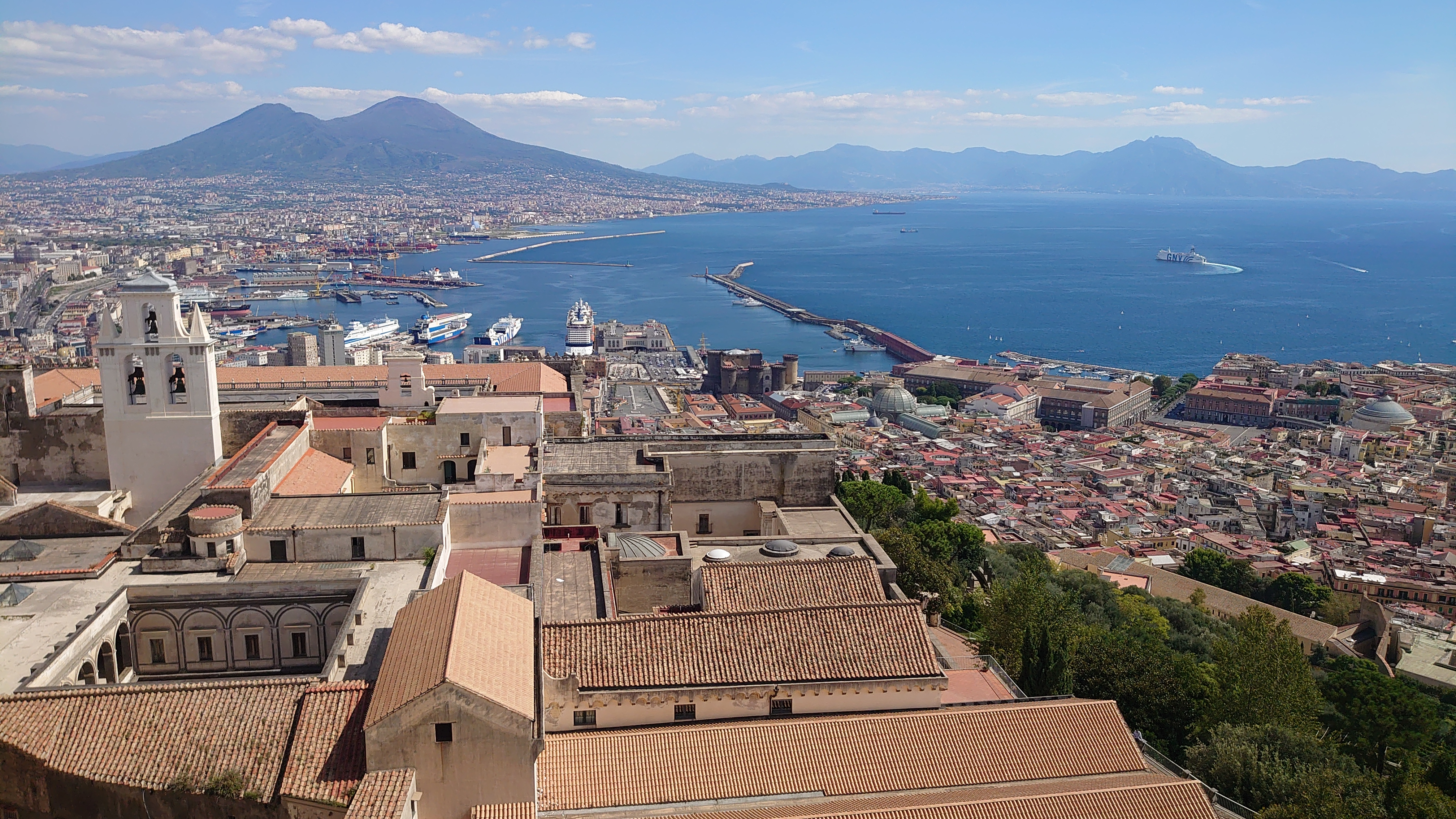
مدينة نابولي

الأغنية النابولية هي نوع يختص بنابولي ومنطقتها. بأصول في الموسيقى الشعبية، عرفت بأوج كبير خلال القرن التاسع عشر وجزء جيد في القرن العشرين. إن بعض من قطعها مشهورة عالمياً مثل أو سولي ميو أو الحبل.

### الفن المعماري

#### الفن المعماري في روما القديمة
: المقال الرئيسي: عمارة رومانية.
من المحتمل أن الفن المعماري الروماني هو دليل هام على الحضارة الرومانية. تتميز بضخامة المباني، وصلابتها التي قد سمحت بأن الكثير منها ظلت صامدة حتى يومنا هذا. طَبَعَت منظمة الإمبراطورية الرومانية التقنيات البنائية بطريقة حيث تسمح برؤية البنايات تشبه إلى حد بعيد آلاف الكيلومترات عن بعضها البعض.

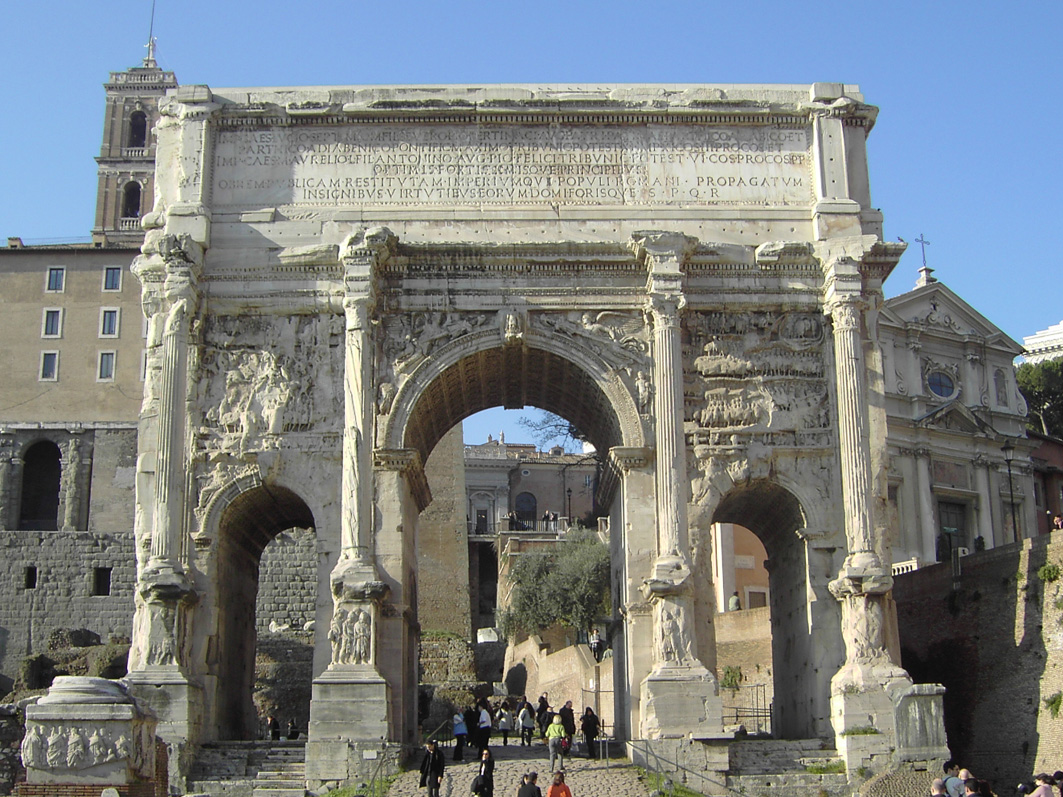
قوس سيبتيموس سيفيروس.

إن العمارة في روما لها منشأ في الأترورية، أضافت تأثيرات من اليونانية، خاصة بعد الحروب البونية(146 ق.م) وبلتالى، تقدم السمات لكلاهما. يؤرخ الفن المعماري الروماني اليوم بتاريخ الذي فيه تُبنى الطريق الأول (فيا أبيا)و المجرى المائي الأول (أكوا أبيا)، عام 312 ق.م. في تلك الفترة وخلال الغزوات على روما في صقلية وفي اليونان نفسها، فإن الجنرالات الرومانيين اعتادوا على حمل غنائم كدليل على انتصاراتهم كمية كبيرة من الأشياء الفنية. من جهة أخرى، فإن الفنانين اليونانيين والأترورين، منجذبين إلى السلطة الاقتصادية لسيدة البحر المتوسط، حملوا إلى روما الطابع وشملت الشغف للفنون الجميلة وفي تلك المدارس كونوا فنانيهم الخاصة بهم.
إن العناصر الأكثر أهمية في الفن المعماري الروماني البناء المقبب وتوظيف البدائية الملموسة.

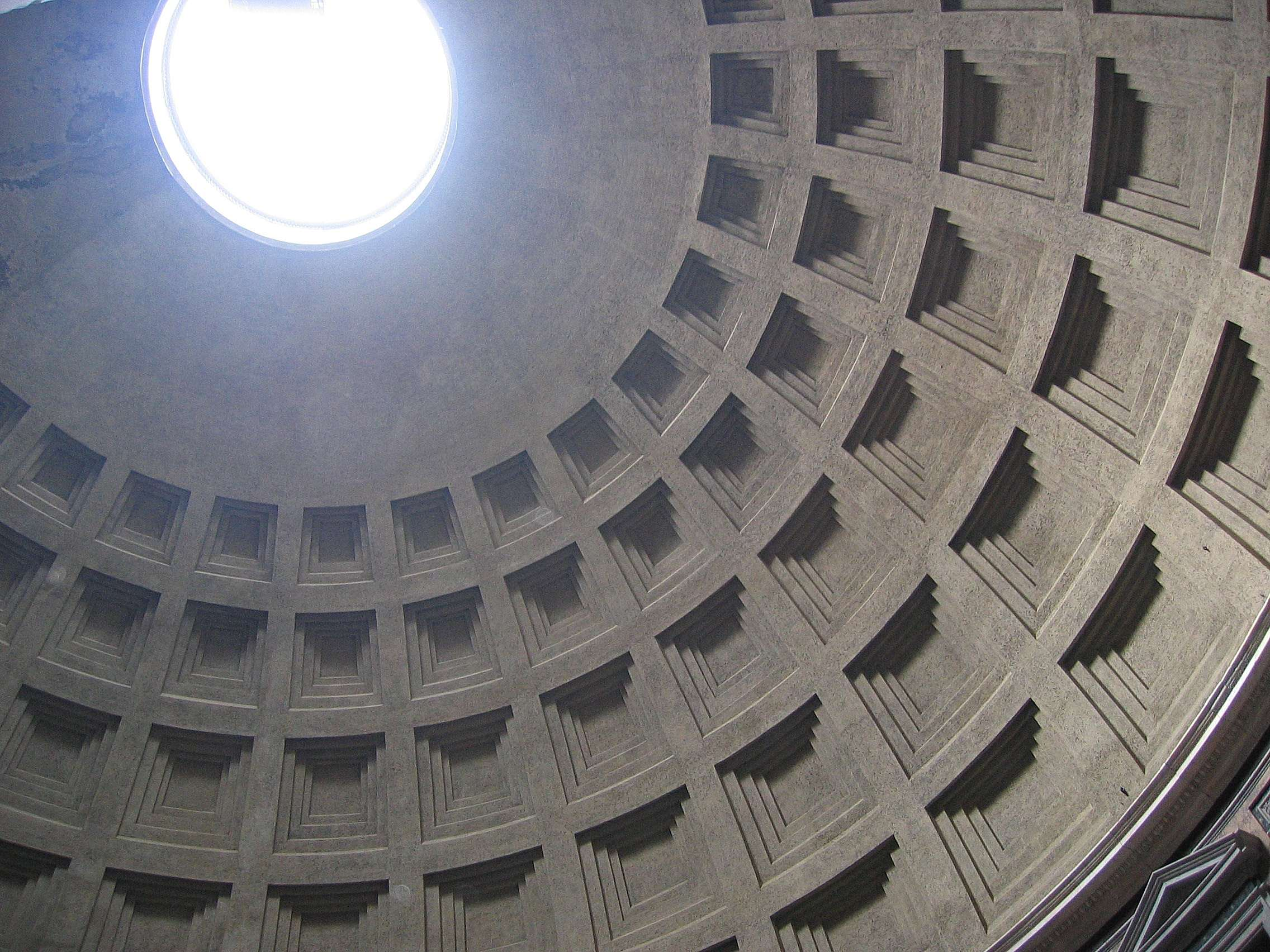
قبة البانثيون في روما.

وظَف الرومانيين بغزارة القوس والقبة. هذا لا يتكون مع قطاعات الحجر الديناميكي (ماعدا بعض البنايات الأسيوية) كما كانت مُتاحة في القبة الإترورية، لكن من كتلة مصنوعة من البوزلان والحصى. من المعتاد عليه أن القباب بها أقواس سميكة من اللبن، متوازية، قطرية لكن جزء لا يتجزأ من القبة نفسها، التي خدمت كوضع مؤقت وتقوية داخلية للقبة. مثال رائع على ذلك هو قبة البانثيون في روما.
إن الرومانيين لم يشيدوا فقط القباب من البرميل والقباب ولكن قباب بدائية من الحافة والضلع. لكن تلك الأخيرتين يجب إستخدامهم بنسبة قليلة خارج إمبراطورية الشرق فقط عرفت حمامات كاركالا وكنيسة ماكسنتيوس التي يظهر فيها نظام من الدعامات الداخلية مطبقة على القبة. ظهر أيضاً في الفن المعماري الروماني العواصم التاريخية التي بالكاد عُملت في العصور الوسطى، ومنها أُكتشفت بعض النماذج في بومبي وأماكن أخرى.
يُمكن أن تكون المباني الرومانية، وفقاً لإستخدامها، راصخة جداً أو باذخة جداً. إن الكبارى وقنوات المياه متقشفة ووظيفية، بينما معابد وقصور مترفة وأثرية، مع هدف واضح ممثل. تُظهر المباني الأكثر نبلاً من الحجر مشكلاً نظام كلاسيكي، التي لا تعكس البنية الداخلية الحقيقية. زُينت حوائط المباني الراصخة بلوحات وأرصفة من الفسيفساء.

#### الفن المعماري لعصر النهضة
المقال الرئيسي: عمارة عصر النهضة.

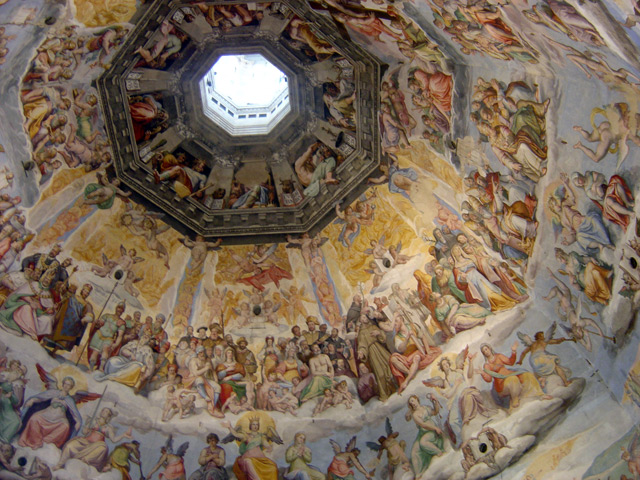
داخل قبة كاتدرائية سانتا ماريا ديل فيورو في فلورنسا.

إن الفن المعماري لعصر النهضة أو عمارة النهضة هي تلك المُنتجة في الفترة الفنية لعصر النهضة الأوروبي، الذي شمل القرون الرابع عشر، الخامس عشر والسادس عشر. تتسم بإنها لحظة تمزق في تاريخ الفن المعماري، بشكل خاص وفقاً للأسلوب المعماري السابق: القوطى.
نتجت ابتكارات في مجالات مختلفة: في وسائل الإنتاج كما في اللغة المعمارية، الذي أدى إلى تنظير كامل ومناسب.
إن الملاحظة الأخرى من الملاحظات التي يتميز بها تلك الحركة هي الموقف الجديد للمعمارين، من كونهم حرفين إلى محترفين حقيقيون، مُسجلاً في كل عملاً فنى إسلوبه الشخصي. إن جزء كبير من الكاتدرئيات الكبيرة القوطية مجهولة الهوية، إلا أن الأعمال الفنية لعصر النهضة كلها مُثبتة. استلهموا عملهم من تفسيرها الخاص من الكلاسيكية القديمة، بشكل خاص في جانبه المعماري، الذين إعتبروه نموذج ممتاز للفنون الجميلة.

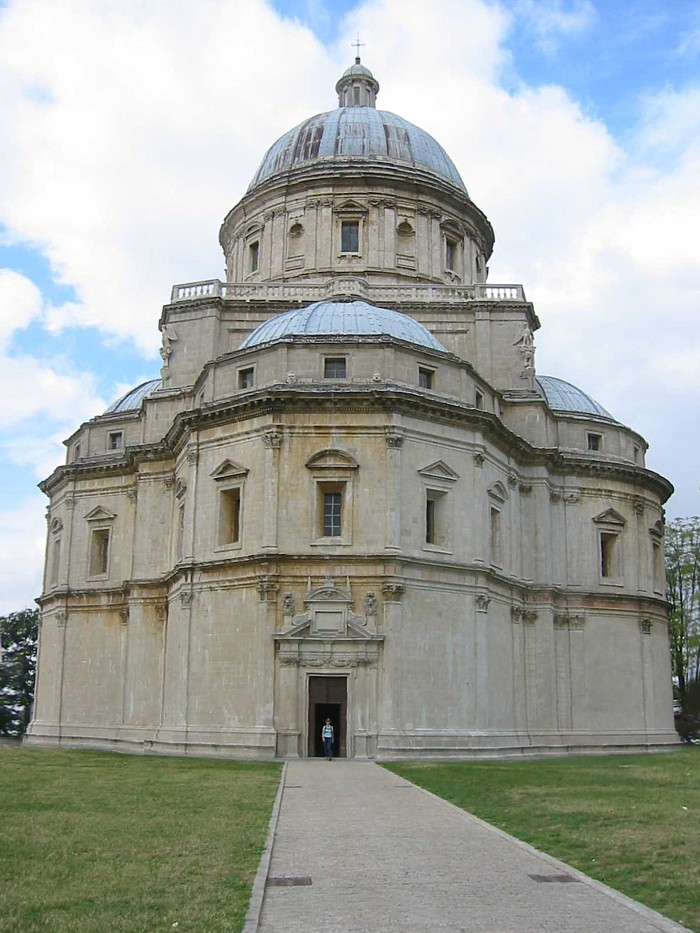
سانتا ماريا ديلا كونسولازيونى في تودي، ; كنيسة من الخطة المركزية لعصر النهضة.

أيضاًهي لحظة التي فيها تظهر الفنون مشروع من التراكيب ومتعدد التخصصات مدمجة جداً، لا يمكن اعتبارها كعناصر مُستقلة، لكنها فوق الفن المعماري.
كان الفن المعماري في عصر النهضة له علاقة بشكل كبير بنظرة العالم خلال تلك الفترة المعتمدة على عموديين أساسين: الكلاسيكية والإنسانية.
إن انتعاش فكر العمارة الكلاسيكية، الذي عرضته ثقافة عصر النهضة، يجب أن تتجاوز بالضرورة مجرد رصد للواقع. العمارة التي أنتجها فناني عصر النهضة، سعى العلماء عموما للحفاظ على صورة علمية وأدبية، أبعد من مجرد استنساخ من أنقاض اليونانية الرومانية. إن المهندسين المعماريين بحثوا عن نموذج مثالي على حساب النماذج الحالية (مع عدد كبير من أنقاض خاصة في إيطاليا). كانت هذه نماذج مثالية أو المثالية المقننة ونظرية تتجسد في ما سوف تؤدي إلى معاهدات العمارة الكلاسيكية من الفترة.
مما لا شك فيه، لخلق نموذج نظري، كانت مراقبة الأنقاض إلهام لغالبية المهندسين المعماريين الإيطاليين الأوائل لعصر النهضة، ولكن كما تطور عصر النهضة، والعلماء، سوف يتقدموا بشكل منهجي، لعرض أو استرداد العوائد والأعمال الفنية الكلاسيكية لصياغة معاهدة خاصة بهم للأسلوب، والتي على الرغم من اعتماده على الكلاسيكية، ستصبح فعالة مضادة للكلاسيكية.

#### الفن المعماري في الباروكية
بدأت نشأة العمارة الباروكية في إيطاليا، مع رموز مشهورة جداً مثل جيان لورنزو برنيني وفرانشيسكو بوروميني. ابتكروا في تلك الفترة أثاراً مثل ساحة القديس بطرس، كنيسة سانتا أندريا في الكويرينال، نافورة تريفي وكنيسة القديس كارلو ألي كواترو فونتاني.

##### تأثير الباباوية

###### أوربان الثامن
كان عام 1623 عاماً فارقاً في حظ روما، أيضاً من حيث وجهة النظر الفنية. تم اختيار مافيو باربريني للباباوية باسم أوربان الثامن، بابا طموح، عاشق للفنون ومعجب كبير بلفنان بيرنيني. يعتبرونه أنه الفنان المثالى لتحقيق مشاريعهم الحضرية والمعمارية، لإعطاء شكل وتعبير لإرادة الكنيسة لتمثيل نفسها، بقوة انتصارية من خلال أعمال فنية مذهلة، بطابع بارز صريح، مُقنع ومشهور.
كانت المهمة الأولى لبيرنيني في عام 1623، تمثال سانتا بيبيانا، في كنيسة سانتا بيبيانا في روما، الذي شَمل مشروع واجهة المبنى وتمثال لقديسة في لحظة نشوة. هنا أعطت تحولاً نحو تعبيرية كبيرة، مع أثار واضحة من كياروسكورو، حيث تحاوروا مع رسم بيترو دا كورتونا، بطلاً أخر من الباروكية الرومانية.
الهيئة الفنية للبابا أوربان الثامن مع فنانه المفضل، ستتوج في كاتدرائية القديس بطرس: نشأت الكاتدرائية في مكان إستشهاد الرسول القديس بطرس، التي كانت ستمثل عصر النهضة للكنيسة ومطلبه الأخلاقي والروحي عقب أزمة القرن السابق.
كان يتمنى البابا ان يكون المذبح الجديد مُغطى بمظلة ضخمة من البرونز المبنى بين عامي 1624 و1633 ومتوج بشارة باربرينو.

## وصلة خارجية
- ما لا تعرفه عن الثقافة الإيطالية